# Écutigny
Écutigny est une commune française située dans le canton d'Arnay-le-Duc du département de la Côte-d'Or, en région Bourgogne-Franche-Comté.

## Géographie
Écutigny est située sur la ligne de partage des eaux. Le village est sur le versant qui conduit les eaux vers l'Ouche, donc la mer Méditerranée (via la Saône puis le Rhône). À l'opposé versant ouest côté Thomirey, les eaux se dirigent dans l'océan Atlantique.
Un chemin en provenance de la Colonne de Cussy, appelé naguère « des Auvergnats », serait les restes d'une ancienne voie romaine.
Une partie du village, isolée, se nomme depuis des siècles, la Cour Durand, de la justice de la Collégiale d'Autun. C'est le berceau de la famille de ce nom, établie en ce lieu dès 1507, Durand, avocat à Beaune, dont la descendance a eu des places distinguées.

### Climat
Pour des articles plus généraux, voir Climat de la Bourgogne-Franche-Comté et Climat de la Côte-d'Or.
En 2010, le climat de la commune est de type climat océanique dégradé des plaines du Centre et du Nord, selon une étude du Centre national de la recherche scientifique s'appuyant sur une série de données couvrant la période 1971-2000. En 2020, Météo-France publie une typologie des climats de la France métropolitaine dans laquelle la commune est exposée à un climat océanique altéré et est dans la région climatique  Bourgogne, vallée de la Saône, caractérisée par un bon ensoleillement (1 900 h/an), un été chaud (18,5 °C), un air sec au printemps et en été et des vents faibles. 
Pour la période 1971-2000, la température annuelle moyenne est de 10,2 °C, avec une amplitude thermique annuelle de 17,2 °C. Le cumul annuel moyen de précipitations est de 894 mm, avec 12,2 jours de précipitations en janvier et 7,5 jours en juillet. Pour la période 1991-2020, la température moyenne annuelle observée sur la station météorologique de Météo-France la plus proche, « Bessey », sur la commune de Bessey-en-Chaume à 9 km à vol d'oiseau, est de 10,2 °C et le cumul annuel moyen de précipitations est de 831,9 mm,. Pour l'avenir, les paramètres climatiques de la commune estimés pour 2050 selon différents scénarios d'émission de gaz à effet de serre sont consultables sur un site dédié publié par Météo-France en novembre 2022.

## Urbanisme

### Typologie
Au 1er janvier 2024, Écutigny est catégorisée commune rurale à habitat dispersé, selon la nouvelle grille communale de densité à 7 niveaux définie par l'Insee en 2022.
Elle est située hors unité urbaine et hors attraction des villes,.

### Occupation des sols
L'occupation des sols de la commune, telle qu'elle ressort de la base de données européenne d’occupation biophysique des sols Corine Land Cover (CLC), est marquée par l'importance des territoires agricoles (100 % en 2018), une proportion identique à celle de 1990 (100 %). La répartition détaillée en 2018 est la suivante : prairies (58,7 %), terres arables (36,5 %), zones agricoles hétérogènes (4,8 %). L'évolution de l’occupation des sols de la commune et de ses infrastructures peut être observée sur les différentes représentations cartographiques du territoire : la carte de Cassini (XVIIIe siècle), la carte d'état-major (1820-1866) et les cartes ou photos aériennes de l'IGN pour la période actuelle (1950 à aujourd'hui).

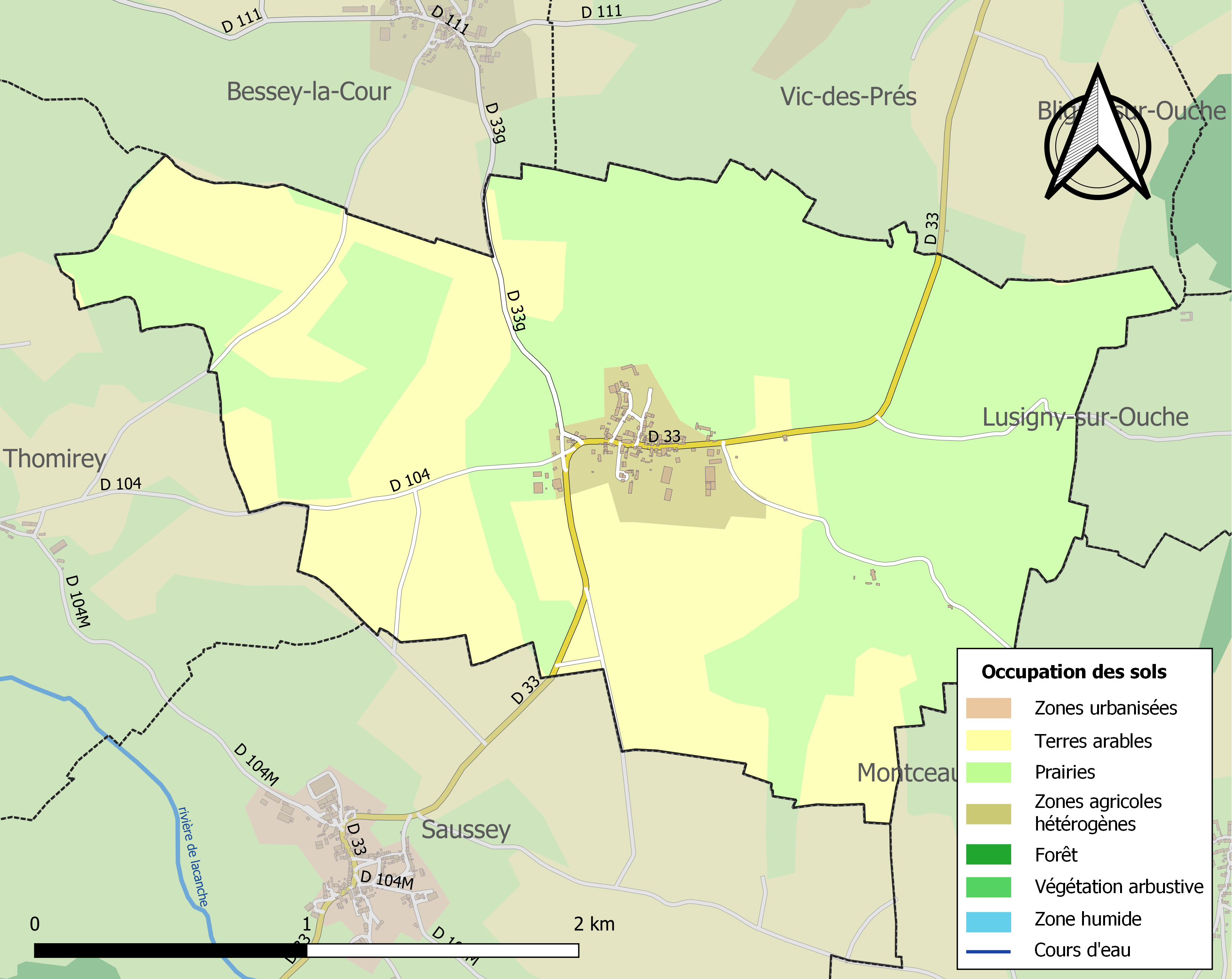
Carte des infrastructures et de l'occupation des sols de la commune en 2018 (CLC).

## Politique et administration
| Période      | Période              | Identité                      | Étiquette | Qualité      |
| ------------ | -------------------- | ----------------------------- | --------- | ------------ |
| 1793         | 1802                 | Antoine Virely                |           |              |
| 1802         | 1817                 | Cassien Virely                |           |              |
| 1817         | 1828                 | Etienne Virely                |           |              |
| 1828         | 1836                 | Jacques Etienne Virely        |           |              |
| 1836         | 1840                 | Maldant Virely                |           |              |
| 1840         | 1844                 | Jean Buisson                  |           |              |
| 1844         | 1848                 | Vivant Claire                 |           |              |
| 1848         | 1849                 | Jacques Virely-Labussière     |           |              |
| 1849         | 1852                 | Louis Buisson-Cassien         |           |              |
| 1852         | 1855                 | Claude Virely                 |           |              |
| 1855         | 1865                 | Jacques Virely-Labussière     |           |              |
| 1865         | Janvier 1872         | Jean Marie Paillotte          |           |              |
| janvier 1872 | mars 1873            | Jean Buisson-Cassien (Soulié) |           |              |
| 1873         | 1878                 | Jean Virely (Soulié)          |           |              |
| mars 1878    | juin 1878            | Jean (Soulié) Virely          |           |              |
| avril 1878   | 18 mars 1923 (Décès) | Etienne Claude Virely         |           |              |
| mars 1923    | 1941                 | Joseph Gabriel Lucien Virely  |           |              |
| 1941         | 1943                 | Louis-André Virely            |           |              |
| 1943         | 1945                 | Ernest Monnot                 |           |              |
| 1945         | 1959                 | Joseph Virely                 |           |              |
| 1959         | 1980                 | Jean Virely                   |           |              |
| 1980         | mars 2001            | André Virely                  |           |              |
| mars 2001    | 2008                 | Michel Barot                  |           |              |
| mars 2008    | mars 2024            | Marie Chodron de Courcel      |           | Agricultrice |
| 2024         |                      | Laurent Cousin                |           |              |

## Démographie
L'évolution du nombre d'habitants est connue à travers les recensements de la population effectués dans la commune depuis 1793. Pour les communes de moins de 10 000 habitants, une enquête de recensement portant sur toute la population est réalisée tous les cinq ans, les populations de référence des années intermédiaires étant quant à elles estimées par interpolation ou extrapolation. Pour la commune, le premier recensement exhaustif entrant dans le cadre du nouveau dispositif a été réalisé en 2006.

En 2022, la commune comptait 79 habitants, en évolution de −3,66 % par rapport à 2016 (Côte-d'Or : +0,82 %, France hors Mayotte : +2,11 %).
| 1793 | 1800 | 1806 | 1821 | 1831 | 1836 | 1841 | 1846 | 1851 |
| ---- | ---- | ---- | ---- | ---- | ---- | ---- | ---- | ---- |
| 230  | 244  | 221  | 239  | 253  | 246  | 226  | 211  | 219  |

| 1856 | 1861 | 1866 | 1872 | 1876 | 1881 | 1886 | 1891 | 1896 |
| ---- | ---- | ---- | ---- | ---- | ---- | ---- | ---- | ---- |
| 228  | 253  | 232  | 219  | 238  | 211  | 209  | 190  | 158  |

| 1901 | 1906 | 1911 | 1921 | 1926 | 1931 | 1936 | 1946 | 1954 |
| ---- | ---- | ---- | ---- | ---- | ---- | ---- | ---- | ---- |
| 161  | 145  | 141  | 121  | 111  | 114  | 113  | 116  | 144  |

| 1962 | 1968 | 1975 | 1982 | 1990 | 1999 | 2006 | 2011 | 2016 |
| ---- | ---- | ---- | ---- | ---- | ---- | ---- | ---- | ---- |
| 102  | 108  | 99   | 81   | 85   | 78   | 95   | 101  | 82   |

| 2021 | 2022 | - | - | - | - | - | - | - |
| ---- | ---- | - | - | - | - | - | - | - |
| 77   | 79   | - | - | - | - | - | - | - |

## Culture locale et patrimoine

### Lieux et monuments
Un château se trouve sur la commune d'Écutigny.